# 24206 Mariealoia
24206 Mariealoia è un asteroide della fascia principale. Scoperto nel 1999, presenta un'orbita caratterizzata da un semiasse maggiore pari a 2,4322114 UA e da un'eccentricità di 0,1448718, inclinata di 3,40493° rispetto all'eclittica.